# 潭腿
潭腿又名谭腿或彈腿，是一种中國武術外家套路，招式古朴，功架完整，是北派武術的代表之一。在武術裏一直有“南拳北腿”之稱，這裏的南拳指的就是洪拳，而“北腿”就是譚腿，亦稱“潭腿”。潭腿套路樸實工整，左右對稱，氣勢連貫。在攻防技擊方面，較強地突出了北方拳派的特點，腿法多變，迴環轉折進退順暢。相传由后周時龙潭寺昆仑大师所创，以寺得名潭腿，人稱腿震燕魏。也有说是因起源自河南潭家沟而得名潭腿。

## 口訣
頭路出馬一條鞭，

二路十字鬼扯鑽，

三路劈砸車輪勢，

四路斜踢撐抹攔，

五路獅子雙戲水，

六路勾劈扭單鞭，

七路鳳凰雙展翅，

八路轉金凳朝天，

九路擒龍奪玉帶，

十路喜鵲登梅尖，

十一路風擺荷葉腿，

十二路鴛鴦巧連環。

## 特點
譚腿的特點是一路一法，左右對稱，拳法清晰，動作簡單潔，爆發力強，講究實用。拳諺雲："手是兩扇門，全憑腿打人"、"彈腿四隻手，人鬼見了都發愁."。所以習北派武藝的多以彈腿為根本。彈腿是老一輩武術家公認的一套有價值的套路，也適合初學武術的青少年作為入門的基礎套路。

## 流派
其種類分爲臨清潭腿、精武譚腿、少林潭腿、教门弹腿等，大體風格極爲接近，均遵循“起腿不過膝”的原則。

### 臨清潭腿
其有十路拳，一路順步單鞭勢，二路十字起蹦彈，三路蓋馬三捶式，四路斜踢撐抹攔，五路栽捶分架打，六路勾劈各單展，七路掖掌勢雙看，八路轉環剁子腳，九路捧鎖陰陽掌，十路飛身箭步彈。 

### 精武潭腿
精武潭腿是霍元甲精武體育會傳統功法，其拳路，一路弓步沖拳一條鞭，二路左右十字蹦腳尖，三路翻身蓋打劈砸式，四路撐扎穿撩把腿彈，五路護頭架打掏心拳，六路仆步雙展使連環，七路單展貫耳腳來踢，八路蒙頭護襠踹兩邊，九路腰間碰鎖分兩掌，十路空中箭彈飛天邊，十一路勾掛連環機巧妙，十二路披身伏虎反華山。 

### 少林潭腿
明朝正德年間由少林寺相濟禪師和龍潭寺躍空大師將羅漢拳與臨清潭腿結合所創。後少林寺將潭腿的拳架加以改動並添增兩路，稱少林潭腿。
其拳路為頭路出馬一條鞭，二路十字鬼扯鑽，三路劈砸車輪勢，四路斜踢撐抹攔，五路獅子雙戲水，六路勾劈扭單鞭，七路鳳凰雙展翅，八路轉金凳朝天，九路擒龍奪玉帶，十路喜鵲登梅尖，十一路風擺荷葉腿，十二路鴛鴦巧連環。

### 教門彈腿
躍空大師晚年所傳，因習練者多為清真教回族，故又稱教門彈腿。在練法上中盤腿法稍有變動，出式為湯瓶式，發腿與襠平。
其拳路為頭路沖掃似扁擔，二路十字巧拉鑽，三路劈砸倒拽犁，四路撐滑步要偏，五路招架等來意，六路進取左右連，七路蓋抹七星式，八路碰鎖跺轉環，九路分中掏心腿，十路插花如箭彈。

## 外部連結
- Images
- Tantui, the Essence of Northern Shaolin （页面存档备份，存于） on shaolin.org （页面存档备份，存于）

1. ↑  .   [2022-03-15]. （原始内容存档于2020-02-07）.